# Gaby Espino

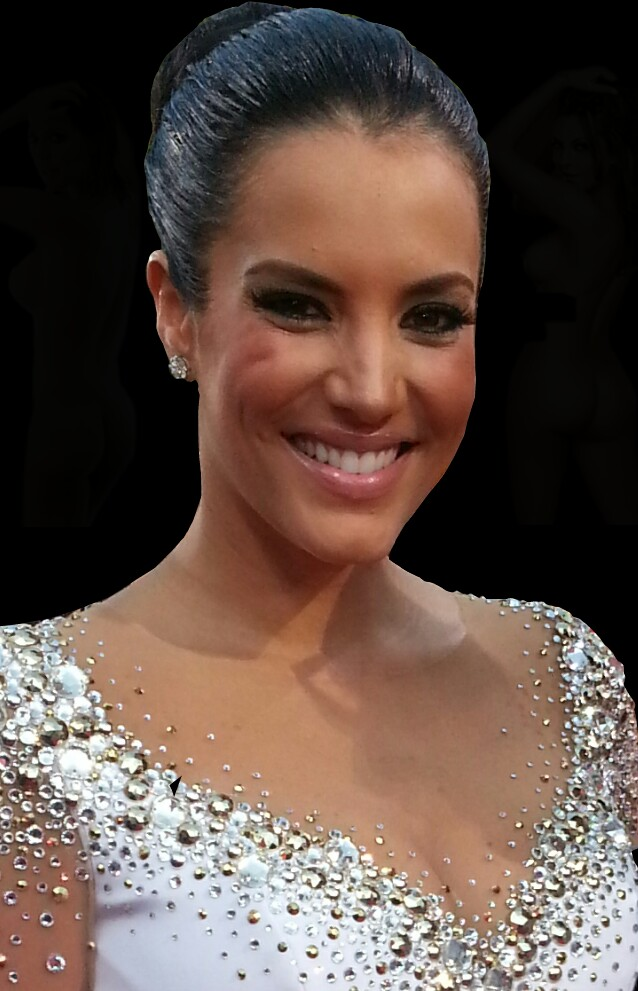
Gaby Espino

María Gabriela Espino Rugero (sinh ngày 15 tháng 11 năm 1976 ), được biết đến với cái tên Gaby Espino, là một nữ diễn viên, người mẫu và người dẫn chương trình người Venezuela. Cô được biết đến với các vai diễn của mình trong các phim truyền hình telenovela.

## Tiểu sử
Sinh ra ở Caracas, Venezuela, Gaby Espino là con gái của một kỹ sư hóa học và một nhà báo. Bố mẹ cô ly hôn khi cô còn nhỏ. Cô là con lớn nhất trong năm người con, cô có một chị gái, Andreina, hai anh em cùng cha khác mẹ, Gustavo và Mariano và một chị gái cùng cha khác mẹ, Nelly.
Do đam mê động vật, ban đầu cô dự định trở thành bác sĩ thú y. Sau đó, cô quyết định học nha khoa, nhưng đã thay đổi suy nghĩ và bắt đầu nghiên cứu quan hệ công chúng, trước khi quyết định trở thành một nữ diễn viên.

## Cuộc sống cá nhân
Gaby Espino kết hôn với nam diễn viên người Venezuela Cristobal Lander vào ngày 14 tháng 6 năm 2007. Vào ngày 9 tháng 7 năm 2008, họ đón đứa con đầu lòng của họ, một cô con gái tên là Oriana Lander.
Trong quá trình quay Mas Sabe el Diablo năm 2009, Espino đã bị đồn đoán có tình cảm với bạn diễn của cô, Jencarlos Canela. Đầu năm 2010, Espino và Lander ly thân và có tin đồn rằng đó là vì Canela đang hẹn hò với Espino ở bên. Canela và Espino phủ nhận điều này và tuyên bố họ chỉ là bạn bè.
Espino đã hòa giải với Lander vào tháng 11 năm 2010, nhưng sau đó họ đã ly dị vào tháng 3 năm 2011 và một lần nữa tin đồn cho rằng Canela và Espino đang hẹn hò.
Vào tháng 9 năm 2011, Canela và Espino đã trò chuyện trực tiếp trên mạng xã hội Twitter, nơi họ xác nhận họ đang trong một mối quan hệ và thông báo rằng họ đang mong đợi đứa con đầu lòng của họ. Bố mẹ đỡ đầu là Cristina Saralegui và Pitbull. Espino đã sinh con trai của họ, Nickolas Canela Espino, vào ngày 12 tháng 2 năm 2012. Vào ngày 26 tháng 8 năm 2014, cả Canela và Espino đều xác nhận trên trang Facebook chính thức của họ rằng họ đã quyết định chấm dứt mối quan hệ của họ.